# Clovis Guewa
Clovis Guewa Teguia, né le 29 octobre 1985, est un coureur cycliste camerounais.

## Palmarès
- 2011
  - 2e étape du Tour du Cameroun

## Classements mondiaux
| Année           | 2006 | 2007 | 2008 | 2009 | 2010 | 2011 | 2012 | 2013 | 2014 | 2015 | 2016 |
| --------------- | ---- | ---- | ---- | ---- | ---- | ---- | ---- | ---- | ---- | ---- | ---- |
| UCI Africa Tour | 143e | 150e |      |      |      | 78e  |      |      | 160e | 153e | 214e |